# Olovasta rudoliska
Olovasta rudoliska ili velika rudoliska (lat. Entoloma sinuatum (Pers.) P.Kumm. 1871.) je vrsta smrtno otrovne gljive iz porodice Entolomataceae.

## Opis
- Klobuk je širok od 6 do 15 centimetara, čvrst, ispupčena tjemena, najprije uvijen, poslije vijugav i iscijepan rub, sive boje, svilenkastog sjaja, za vrijeme suše pokriven uraštenim čehicama.
- Listići su smješteni u pazušcu, blijedi, kasnije crvenkasti, gusti s kraćima pomiješani, nepravilno nazubljeni.
- Stručak je visok od 6 do 12 centimetara, bjelkast, prema dnu nakaradno odebljan (ne uvijek), vlaknast, kasnije čehav, pun.
- Meso je bijelo, čvrsto, jaka mirisa po svježem brašnu s neugodnim mirisom po rotkvi.
- Spore su crvene, okruglasto uglate, 8 - 10 x 7 – 8 μm.

## Kemijske reakcije
Listići u dodiru sa sulfovanilinom postanu ljubičasti, dok se sa sumpornom kiselinom oboje smeđe.

## Stanište
Raste od ljetnih mjeseci do kraja jeseni grupno po listopadnim šumama (hrast, bukva), uz rubove šuma i u parkovima.

## Upotrebljivost
Olovasta rudoliska je otrovna, u većini slučajeva smrtna.

## Sličnosti
Olovasta rudoliska je teška otrovnica i sklona je izobličenju. Moramo biti vrlo oprezni da je ne zamijenimo šljivovačom (lat. Entoloma clypeatum Kummer) koja također ima crvenkaste listiće, ali nikada tako nakaradno zadebljan stručak i neugodan zadah. Zbog crvenkastih listića može se zamijeniti šumaricom (lat. Agaricus silvaticus Schff. ex Secr.) koja ima vjenčić na stručku. Može se pojaviti u isto vrijeme kao đurđevača (lat. Calocybe gambosa) koja nema crvenkaste listiće; miris nije neugodan i bijele je boje. Zamjena je moguća i s maglenkom (lat. Clitocybe nebularis) koja čak raste na sličnom staništu, no razlika je da maglenka ima listiće koji se spuštaju po stručku, te nema karakterističan miris mesa po brašnu.

## Etimologija
Ime vrste sinuatum (valovit) latinska je riječ, a entoloma potječe od grčkih riječi entos (unutrašnjost) i loma (rub), zbog uvijenog ruba prema unutrašnjosti.